# Opisthoscelis maskelli
Opisthoscelis maskelli är en insektsart som beskrevs av Walter Wilson Froggatt 1894. Opisthoscelis maskelli ingår i släktet Opisthoscelis och familjen filtsköldlöss. Inga underarter finns listade i Catalogue of Life.